# Obere Walkmühle (Rothenburg ob der Tauber)
Obere Walkmühle ist ein Gemeindeteil der Großen Kreisstadt Rothenburg ob der Tauber im Landkreis Ansbach (Mittelfranken, Bayern). Obere Walkmühle liegt in der Gemarkung Rothenburg ob der Tauber.

## Geografie
Die Einöde liegt an der Tauber. Der Taubertalweg führt zur Staatsstraße 2419 bei der Haltenmühle (0,7 km östlich) bzw. zur Schmelzmühle (0,5 km nördlich).

## Geschichte
Mit dem Gemeindeedikt (frühes 19. Jahrhundert) wurde der Ort dem Steuerdistrikt und der Munizipalgemeinde Rothenburg ob der Tauber zugeordnet.
Die Walkmühle bestand früher aus zwei Mühlengebäuden. Das Dach des älteren Gebäudes, das bereits stark verfallen war, stürzte im August 2010 infolge starken Regens ein und beschädigte das ganze Gebäude in einem Ausmaß, dass es abgerissen werden musste.

## Einwohnerentwicklung
| Jahr      | 001818 | 001840 | 001871 | 001885 | 001900 | 001925 | 001950 | 001961 | 001970 | 001987 |
| Einwohner | 4      | 6      | 6      | 11     | 7      | 2      | 3      | 2      | *      | *      |
| Häuser    | 2      | 1      |        | 1      | 2      | 1      | 1      | 1      |        | *      |
| Quelle    | [ 7 ]  | [ 8 ]  | [ 9 ]  | [ 10 ] | [ 11 ] | [ 12 ] | [ 13 ] | [ 14 ] | [ 15 ] | [ 16 ] |

## Religion

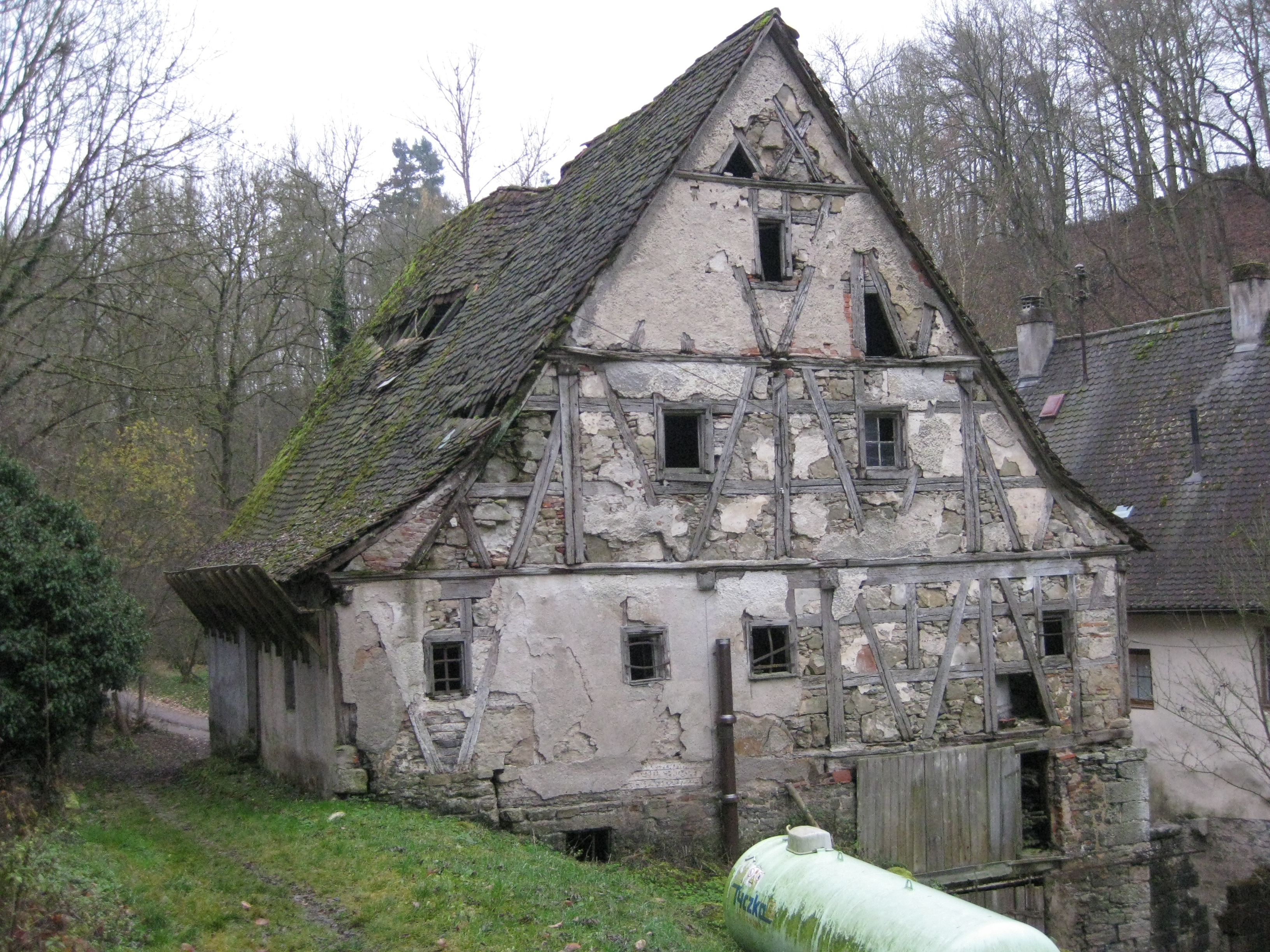
Verfallener Teil der Oberen Walkmühle (2008)

Der Ort ist seit der Reformation evangelisch-lutherisch geprägt und bis heute nach St. Leonhard (Rothenburg ob der Tauber) gepfarrt. Die Einwohner römisch-katholischer Konfession sind nach St. Johannis (Rothenburg ob der Tauber) gepfarrt.